# Liutold d'Eppenstein
Liutold ou Luitpold d'Eppenstein, né vers 1045/1050 et mort le 12 mai 1090, fut duc de Carinthie et margrave de Vérone de 1077 à sa mort.

## Biographie
Issu de la maison d'Eppenstein originaire de Styrie, Luitpold est le second fils de Markwart († 1076), margrave d'Istrie, et de son épouse Liutbirg de Plain. Il est le petit-fils d'un précédent duc de Carinthie, Adalbéron Ier, qui a été déposé par l'empereur Conrad II en 1035. Après le décès de Conrad en 1039, la famille a pu récupérer ses biens propres. L'oncle de Luitpold, Adalbéron, est devenu évêque de Bamberg en 1053.
Selon les chroniques de Lambert de Hersfeld, le père de Liutold récupère le pouvoir en Carinthie déjà en 1072/1073, lorsqu'il s'est imposé face à Berthold de Zähringen. Pendant la révolte des nobles au cours de la querelle des Investitures, en 1077, Berthold qui était un partisan de l'antiroi Rodolphe de Rheinfelden a été formellement destitué par le roi Henri IV. Revenant de Canossa, il nomme duc Luitpold qui lui avait accordé un sauf conduit pour traverser les possessions carinthiennes dans les Alpes orientales lors de son retour en Germanie.
Les territoires du duché de Carinthie seront toutefois réduits de manière significative lorsque le territoire du Frioul et la cité d'Aquilée sont séparés de la marche de Vérone et inféodes au patriarcat d'Aquilée, pendant que la marche de Styrie demeure sous le contrôle d'Adalbéron II de la lignée des Otakar. Liutold est resté fidèlement attaché au roi. Avec ses frères cadets Henri III, margrave d'Istrie, et Ulrich, abbé de Saint-Gall et patriarche d'Aquilée, il était l'un des plus puissants princes dans le sud-est du Saint-Empire.
Malgré deux unions (avec des épouses inconnues dont il répudie la première), Luitpold meurt sans descendance. Il a comme successeur son frère Henri III. Luitpold est inhumé dans la fondation familiale l'abbaye de Sankt Lambrecht en Haute-Styrie. Les Eppenstein gouvernèrent la Carinthie jusqu'à la mort de Henri en 1122, à la suite de quoi l'empereur Henri V concéda le fief impérial à Henri IV de Sponheim.

## Sources
- (en) Liutold (1077-1090) sur le site Medieval Lands

- (de) Cet article est partiellement ou en totalité issu de l’article de Wikipédia en allemand intitulé « Liutold von Eppenstein » (voir la liste des auteurs), édition du 3 mai 2014.